# Zasada ograniczonego zaufania
Zasada ograniczonego zaufania – zasada stanowiąca, że zarówno każdy uczestnik ruchu drogowego, jak też inna osoba znajdująca się na drodze oraz w jej otoczeniu, ma prawo liczyć, że inni uczestnicy ruchu przestrzegają przepisów ruchu drogowego, chyba że aktualne zachowanie uczestnika stanowi uzasadnione podejrzenie do odmiennego jego zachowania. 
Można zakładać przestrzeganie przepisów przez innego współuczestnika ruchu, chyba że jego zachowanie wskazuje na coś innego. Sygnałem do utraty zaufania i zwiększenia ostrożności mogą być wszelkie okoliczności (także atmosferyczne jak mokra droga). Okolicznością, która każe uczestnikowi ruchu wzmóc poziom ostrożności, a więc ograniczyć zaufanie, jest m.in. obecność dzieci na drodze lub poboczu bez opieki dorosłych. Sama w sobie obecność dzieci nie prowadzi do obowiązku utraty zaufania. Liczy się przede wszystkim ocena całokształtu zachowania dzieci, która może wskazywać na możliwość naruszenia zasad ruchu drogowego.